# Soul Burnin'
Soul Burnin' è un album di Red Garland, pubblicato dalla Prestige Records nel 1964. I brani del disco furono tutti registrati al Rudy Van Gelder Studio di Englewood Cliffs, New Jersey (Stati Uniti), nelle date indicate nella lista tracce.

## Tracce
Lato A
1. On Green Dolphin Street – 8:18 (Bronislaw Kaper, Ned Washington) – Registrato il 16 marzo del 1961 a Engelwood Cliffs, New Jersey (U.S.A.)
2. If You Could See Me Now – 8:52 (Tadd Dameron, Carl Sigman) – Registrato il 16 marzo del 1961 a Engelwood Cliffs, New Jersey (U.S.A.)

Lato B
1. Rocks in My Bed – 6:26 (Duke Ellington) – Registrato il 15 luglio del 1960 a Englewood Cliffs, New Jersey (U.S.A.)
2. Soul Burnin' – 4:57 (Red Garland) – Registrato il 15 luglio del 1960 a Englewood Cliffs, New Jersey (U.S.A.)
3. Blues in the Night – 5:04 (Harold Arlen, Johnny Mercer) – Registrato il 15 luglio del 1960 a Englewood Cliffs, New Jersey (U.S.A.)

Edizione CD del 1997, pubblicato dalla Original Jazz Classics Records (OJCCD 921-2)
1. On Green Dolphin Street – 8:18 (Bronislaw Kaper, Ned Washington)
2. If You Could See Me Now – 8:52 (Tadd Dameron, Carl Sigman)
3. Rocks in My Bed – 6:26 (Duke Ellington)
4. Soul Burnin' – 4:57 (Red Garland)
5. Blues in the Night – 5:04 (Harold Arlen, Johnny Mercer)
6. A Little Bit of Basie – 5:36 (Red Garland) – Bonus track

- Il brano nr.6 fu registrato il 12 agosto 1959 a Englewood Cliffs, New Jersey (U.S.A.)

## Musicisti
Brani A1 & A2
- Red Garland - pianoforte
- Oliver Nelson - sassofono alto, sassofono tenore
- Richard Williams - tromba
- Peck Morrison - contrabbasso
- Charlie Persip - batteria

Brani B1, B2 & B3
- Red Garland - pianoforte, organo
- Sam Jones - contrabbasso
- Art Taylor - batteria

Brano #6 (CD)
- Red Garland - pianoforte
- Doug Watkins - contrabbasso
- Charles "Specs" Wright - batteria